# (10865) Thelmaruby
(10865) Thelmaruby (1995 SO33) – planetoida z pasa głównego asteroid okrążająca Słońce w ciągu 5,42 lat w średniej odległości 3,09 j.a. Odkryta 21 września 1995 roku.